# Friends, Lovers and Children
Friends, Lovers and Children is de negende aflevering van het achtste seizoen van het tienerdrama Beverly Hills, 90210, die voor het eerst werd uitgezonden op 5 november 1997.

## Plot
Brandon en Kelly rijden terug naar huis vanaf het theater en als ze stilstaan voor een verkeerslicht, kijken ze naar een paar prostituees. Eentje herkennen ze als Erica Mckay, de zus van Dylan McKay. Als ze hun verrassing boven zijn, willen ze haar aanspreken maar dat lukt niet want ze rent weg. Kelly en Brandon wenden zich naar de “Teen Outreach Center” die prostituees opvangt en begeleidt. Deze stichting werkt voor dezelfde organisatie als Kelly namelijk de “Wyatt Foundation”. Daar krijgen ze te horen dat Erica in de val is gelopen van een loverboy en nu tippelt voor geld om drugs te kunnen kopen. Ze kunnen dit moeilijk geloven aangezien Erica zo’n lief kind was. Ze gaan de straat op om haar te zoeken en vragen mensen voor meer informatie, een mannelijke prostituee herkent haar foto en zegt haar te kennen. Tijdens hun gesprek worden ze gestoord door een man die de informant wegstuurt. Het blijkt dat hij de pooier is van Erica en dat hij niet gesteld is op hen aanwezigheid en vertelt hen te verdwijnen. Later als Brandon op de krant is, komt de informant bij hem langs en vertelt Brandon dat hij in ruil voor geld hem bij Erica brengt. Brandon geeft hem geld en ziet later Erica in een vervallen hotel. Erica wordt meegenomen door Brandon en neemt haar in zijn huis. Ze willen haar helpen en de volgende dag gaan ze informeren wat ze het beste kunnen doen. Ze laten Erica alleen en als ze terugkomen, is Erica weg en zo ook hen dure spullen.
Het klikt nog steeds tussen Steve en Carly, ze willen een stap verder met hun relatie maar worden, gestoord door Zach die wakker wordt. Steve gaat met Zach mee naar zijn voetbalwedstrijd en daar aangekomen ziet Steve dat hij voor het blok gezet wordt. Het is namelijk vaderzoon dag, en Steve weet niet wat hij met deze situatie aan moet. Later voelt Carly zich schuldig en vraagt Steve voor begrip. Steve heeft het er moeilijk mee maar besluit hen niet te verlaten. Steve krijgt nog een probleem te verwerken, een oude ex van hem komt met de mededeling dat zij zwanger is van hem.
David zit nu in zo’n zwaar financieel weer dat hij het niet meer zitten en wil alvast een paar personeelsleden ontslaan. De barman is de volgende en tijdens het gesprek vertelt hij dat hij een woekeraar kent die hem kan helpen. David weet dat dit veel geld kan kosten maar ziet geen andere uitweg en maakt een afspraak met hem. Bij de afspraak komen ze een bedrag overeen en nu David weer geld heeft ziet hij weer een mogelijkheid om met de club door te gaan. Donna is aan het winkelen en wil een leuk lingeriesetje kopen om David te verrassen. Maar bij het afrekenen wordt haar cheque niet geaccepteerd omdat ze onvoldoende saldo heeft. Dit snapt ze niet en als ze thuis is, kijkt ze haar rekening overzicht na en ziet, dat er een cheque is afgeschreven voor de huur van de club, en ziet dat haar handtekening is vervalst. Ze denkt dat David hier meer van afweet en confronteert hem hiermee. David ziet geen uitweg meer en biecht alles op. Donna is woedend voor zijn leugens en zet hem buiten.
Noah krijgt bezoek van Valerie die haar excuses wil aanbieden en met hem door wil gaan. Noah maakt haar duidelijk dat hij dit echt niet wil en vraagt haar hem te verlaten. Later zit Noah in een café en is in een dronken toestand en zoekt ruzie met andere klanten. Hij wordt opgepakt door de politie en Brandon betaalt zijn borg en hoort van Noah dat het vandaag precies een jaar geleden is dat zijn verloofde is verongelukt, dit kwam doordat zij samen in de auto zaten met hem achter het stuur met drank op en ze kregen een ongeluk. Ook vertelt Noah dat hij uit een zeer rijke familie komt die in de oliehandel zit. Noah heeft miljoenen op zijn bankrekening staan en dit doet hem helemaal niets. Noah vraagt Brandon dit tussen hen te houden.

## Rolverdeling
- Jason Priestley - Brandon Walsh
- Jennie Garth - Kelly Taylor
- Ian Ziering - Steve Sanders
- Brian Austin Green - David Silver
- Tori Spelling - Donna Martin
- Tiffani Thiessen - Valerie Malone
- Joe E. Tata - Nat Bussichio
- Hilary Swank - Carly Reynolds
- Vincent Young - Noah Hunter
- Myles Jeffrey - Zach Reynolds
- Johna Stewart-Bowden - Erica McKay
- Fatima Lowe - Terri Spar